# Kleusheim
Die Gemeinde Kleusheim (platt: Kleismen) bestand von 1808 bis 1969 als eine eigenständige Gemeinde. Am 1. Juli 1969 wurde sie durch das Gesetz zur Neugliederung des Landkreises Olpe in die Stadt Olpe eingemeindet. Schon von 1701 an (1715) bestand das Kirchspiel Kleusheim aus den drei Dörfern Altenkleusheim (platt: Alenkleismen), Neuenkleusheim (platt: Niggenkleismen) und Rehringhausen (platt: Rehrkusen). Vorher bildeten Altenkleusheim und Neuenkleusheim zusammen die Bauerschaft Kleusheim, während Rehringhausen mit Stachelau, Lütringhausen und Siele zur Bauerschaft Rehringhausen gehörte.
Kleusheim liegt westlich der Wasserscheiden von Bigge-Sieg und Bigge-Lenne. Dieser Höhenzug war bis 1814 zugleich die Landesgrenze des Herzogtums Westfalen gegenüber Nassau-Siegen. Diese Grenze, das „Kölsche-Heck“, bildete somit eine Landes-, Religions- und Sprachgrenze. Die Bigge-Lenne-Wasserscheide trennt im Weiteren das Kirchspiel Kleusheim von der Pfarrei Rahrbach. Jedes der drei Dörfer liegt in einem eigenen Tal. Altenkleusheim wird von Neuenkleusheim durch einen Höhenzug, gebildet aus Stübelhagen (499 m), Eichhagen und Hohenhagen (482 m), getrennt. Rehringhausen liegt weiter nördlich und wird von Neuenkleusheim durch den Kruberg (505 m), Engelsberg (588 m) und Hesselberg getrennt. Geografisch liegt Kleusheim im Olper Hügelland, das geologisch den Devonformationen angehört.
Die ältesten Siedlungen dürften nach A. Hörnberger in Rehringhausen vor 800 n. Ch. anzusetzen sein. Die erste urkundliche Erwähnung findet Altenkleusheim im Jahr 1383 im lateinischen Verzeichnis der Einkünfte, Güter und Rechte der Kirchen zu Helden (Pfarrarchiv Helden). Die Vorsilben Alten- und Neuen- scheinen erst gegen Ende des Mittelalters aufgekommen zu sein und sind daher für die Altersbestimmung der Dörfer nicht brauchbar.